# Rosarito
Rosarito, è il capoluogo del comune di Playas de Rosarito, nello stato messicano di Bassa California. A causa della sua vicinanza con la città di Tijuana, è considerata parte della conurbazione di Tijuana.

## Geografia fisica

### Clima
Ha un clima mediterraneo, con scarse precipitazioni (300 mm di piogge, per lo più invernali, raramente in primavera e autunno); febbraio è il mese più piovoso. Ha inverni freddi, con temperature medie di 18 °C e estati calde con temperature medie di 22 °C.

## Origini del nome
Il nome Rosarito deriva da "El Rosario", nome che ha avuto alla fine del XVIII secolo. Prima di allora, la zona era abitata dagli indiani ed era chiamata Mission San Arcangelo de la Frontera. Pochi anni dopo il nome è stato cambiato in El Rosario.

## Sport
Tra le attrazioni vi sono la pesca sportiva e le spiagge di surf. La zona di Puerto Nuevo attira un gran numero di visitatori. Lì, durante l'anno, si tengono molti eventi sportivi tra cui tornei di beach volley e atletica leggera, gare di motocross e mountain bike, nonché gare di vela tradizionali.

### Calcio
Rosarito ospita anche una squadra di calcio, attualmente militante nella terza categoria.